# Gjon Markagjoni
Gjon Markagjoni (ur. 28 sierpnia 1888 w Oroshu, zm. 28 kwietnia 1966 w Rzymie) – albański polityk i wojskowy, w latach 1924-1939 kapedan plemienia Mirdytów.

## Życiorys
Był jedynym synem kapedana (przywódcy) Mirdytów Marka Gjoniego i Davy. W 1927 został wybrany jego następcą. W okresie panowania w Albanii Ahmeda Zogu, Markagjoni wywalczył szereg przywilejów dla Mirdytów, w tym zwolnienie od podatków państwowych. Sam otrzymał stopień podpułkownika armii albańskiej. Z jego inicjatywy doszło do pogodzenia ponad 500 rodzin mirdyckich, które wcześniej były zaangażowane w zemstę rodową. W 1930 przebywał w Rzymie, gdzie prowadził rozmowy z przedstawicielami rządu włoskiego. W kwietniu 1939 po agresji Włoch na Albanię, oddziały wierne Markagjoniemu nie podjęły walki z Włochami, przywódca Mirdytów otrzymał godność senatora i zasiadał w parlamencie pro-włoskim.

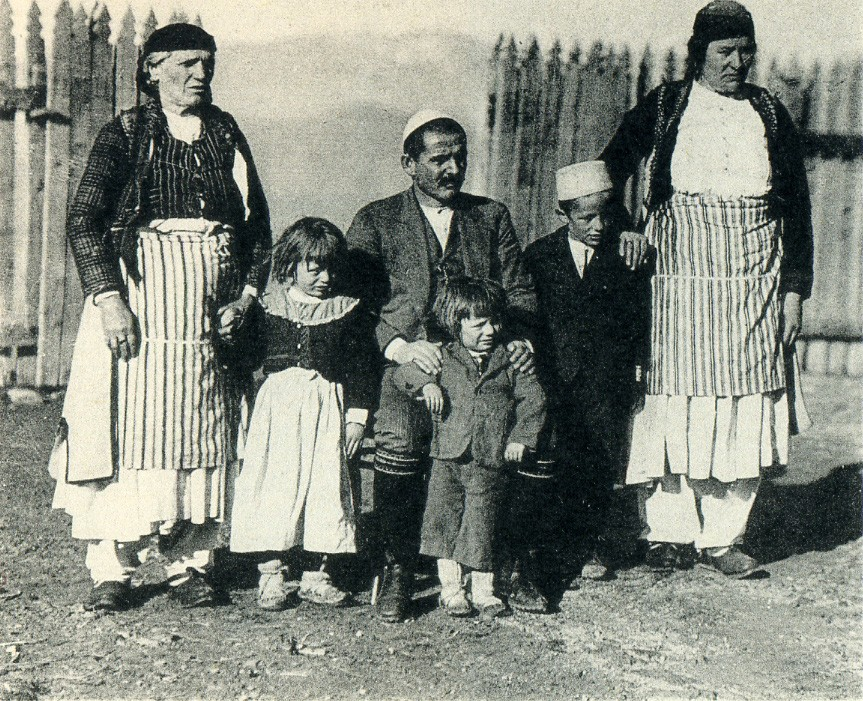
Gjon Markagjoni z rodziną (1929)

Po przejęciu kontroli nad Albanią przez Niemców w 1943, Markagjoni opowiedział się za współpracą z Niemcami, a jeden z jego synów zasiadał w pro-niemieckim parlamencie. W listopadzie 1944 w obliczu przejmowania przez komunistów władzy w Albanii, Markagjoni opuścił kraj wraz z synem Ndue i przedostał się łodzią motorową do Włoch. Dwaj synowie Markagjoniego Mark i Llesh pozostali w Albanii i zginęli w walce z oddziałami komunistycznymi.
W Rzymie stał się jedną z wiodących postaci albańskiej emigracji politycznej. 6 listopada 1946, wspólnie z Ernestem Koliqim powołał do życia organizację o nazwie Niezależny Blok Narodowy (Bloku Kombetar Independent). W 1964 gwałtownie pogorszył się jego stan zdrowia i przez kolejne dwa lata był hospitalizowany.  Zmarł 28 kwietnia 1966, dwa dni później został pochowany w Rzymie.
Był żonaty (żona Mrika z d. Pervizi), miał dziesięcioro dzieci (pięciu synów i pięć córek).